# Le Désert des Tartares (film)
Pour le roman de Dino Buzzati, voir Le Désert des Tartares.
Pour plus de détails, voir Fiche technique et Distribution.
Le Désert des Tartares (Il deserto dei Tartari) est un drame franco-germano-italien réalisé par Valerio Zurlini, sorti en 1976.
Il s'agit d'une adaptation du roman éponyme de Dino Buzzati, paru en 1940.

## Synopsis
Le jeune lieutenant Drogo est affecté à la défense d’une forteresse isolée d’une contrée désertique montagneuse. La garnison est chargée de parer à l’éventuelle attaque des terribles Tartares. C’est le temps qui va se révéler être le pire ennemi des hommes du fort, minant leur vie dans une attente interminable sans que les fameux Tartares ne se manifestent la moindre fois.

## Fiche technique
- Titre original : Il deserto dei Tartari
- Titre francophone : Le Désert des Tartares
- Réalisation : Valerio Zurlini
- Scénario : André-Georges Brunelin d'après le roman Le Désert des Tartares de Dino Buzzati (1940)
- Musique : Ennio Morricone
- Décors : Giancarlo Bartolini Salimbeni
- Costumes : Giancarlo Bartolini Salimbeni, Sissi Parravicini
- Photographie : Luciano Tovoli
- Son : Bernard Bats
- Montage : Franco Arcalli, Raimondo Crociani
- Production : Jacques Perrin, Bahman Farmanara, Mario Gallo, Enzo Giulioli, Giorgio Silvagni
- Sociétés de production : Cinema Due, Fildebroc, Les Films de l'Astrophore, France 3 Cinéma, Galatée Films, Corona Filmproduktion, FIDCI
- Sociétés de distribution : Pathé Distribution (France), Galatée Films (France), Istituto Italiano di Cultura, Ital-Noleggio Cinematografico (Italie)[1]
- Pays de production :  France,  Allemagne de l'Ouest,  Italie
- Langues originales : italien, français
- Format : couleur - 35 mm - 1,78:1 - mono
- Genre : drame
- Durée : 138 minutes
- Dates de sortie : 
  - Italie : 29 octobre 1976
  - France : 12 janvier 1977
  - Allemagne de l'Ouest : 29 avril 1977

## Distribution
- Jacques Perrin : Giovanni Drogo
- Vittorio Gassman : le colonel Giovanbattista Filimore
- Giuliano Gemma : le major Mattis
- Helmut Griem : le lieutenant Simeon
- Philippe Noiret : le général
- Francisco Rabal : le maréchal des logis Tronk
- Fernando Rey : le lieutenant-colonel Nathanson
- Laurent Terzieff : Pietro von Hamerling
- Jean-Louis Trintignant : le médecin-major Rovine
- Max von Sydow : le capitaine Ortiz
- Giovanni Attanasio : Swartz
- Jean-Pierre Clairin : Maud
- Alain Corot : Sarteris
- Manfred Freyberger : le caporal Montagne
- Shaban Golchin Honar : Lazare, le soldat tué par la sentinelle
- Giorgio Cerioni : Gothard
- Maurizio Marzan : Morel
- Dino Mele : Kupka
- Yves Morgan : Sebastiano
- Giuseppe Pambieri : le lieutenant Rathenau
- Bryan Rostron : Von Armin
- Rolf Wanka : Prodocimo
- Lilla Brignone : la mère de Drogo[1]

## Production

### Musique
Le Figaro : « Zurlini a eu une idée lumineuse, il confie au maître du genre, Ennio Morricone, le soin d'orchestrer ses images. Sa musique de buccins et autres cuivres sera donc glacée, lancinante et angoissante. » Le génie d'Ennio Morricone, notamment à travers la note répétée 7 fois avant le début du thème principal, a su faire directement référence au roman  et notamment à la citerne non réparable qui laisse passer un goutte à goutte  dont le son lancinant parvient au héros dans sa chambre.

Buccins dans la civilisation
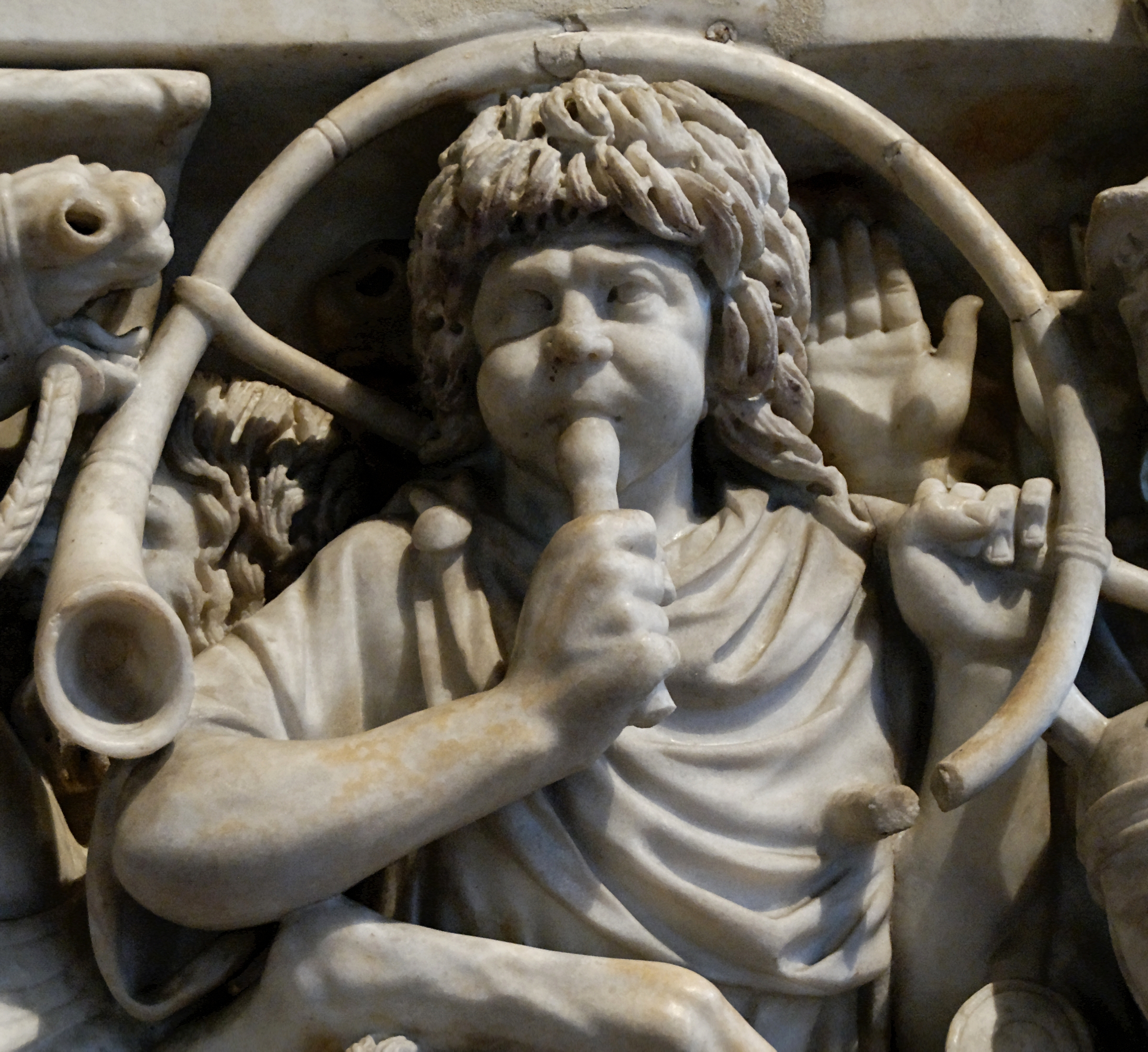
Soldat jouant du buccin (Rome antique,  IIIe siècle apr. J.-C.).
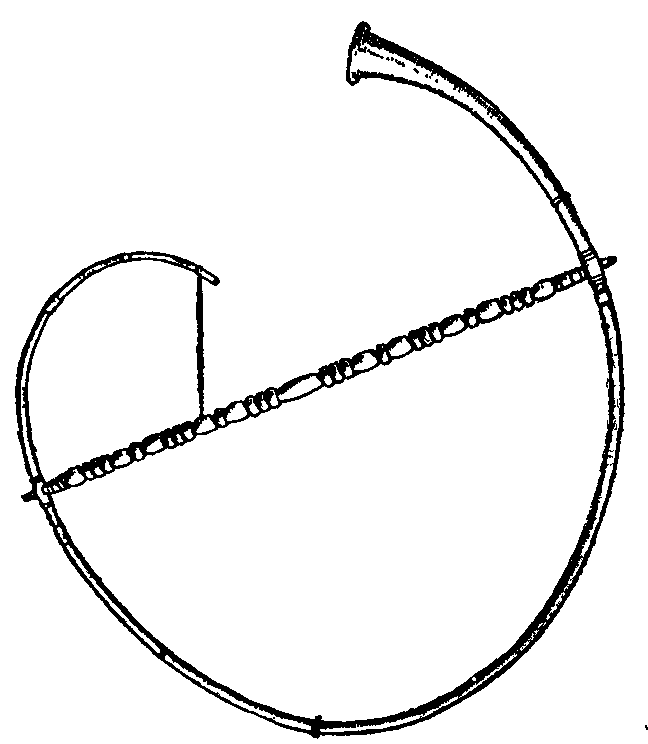
Illustration encyclopédique d'après un buccin du Musée archéologique national de Naples.
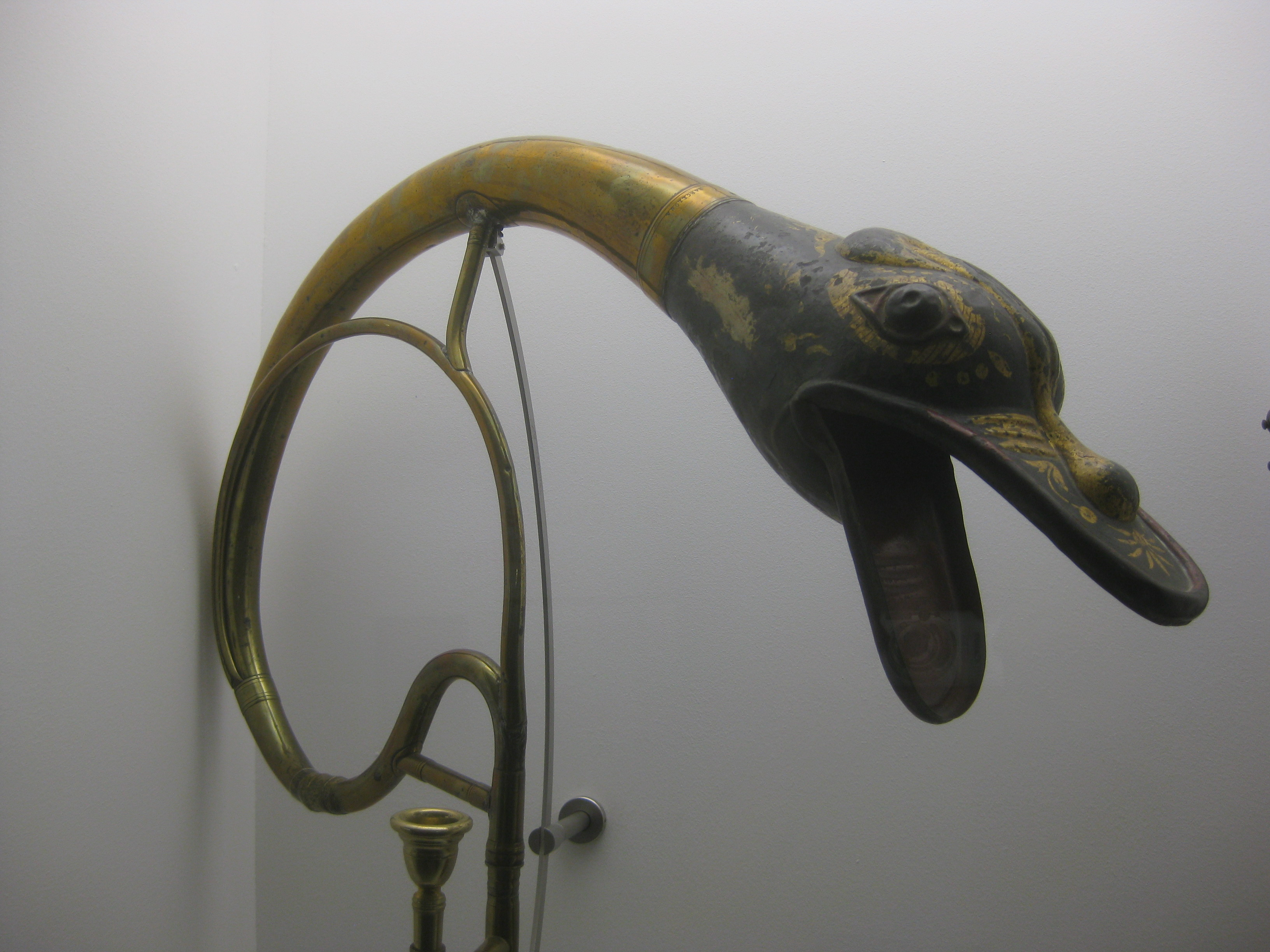
Buccin de la collection du musée de l'État du Württemberg (Stuttgart).

Toute la musique est composée par Ennio Morricone.
| Colonna sonora originale del film Il deserto dei Tartari. Orchestre dirigé par Ennio Morricone. | Colonna sonora originale del film Il deserto dei Tartari. Orchestre dirigé par Ennio Morricone. | Colonna sonora originale del film Il deserto dei Tartari. Orchestre dirigé par Ennio Morricone. | Colonna sonora originale del film Il deserto dei Tartari. Orchestre dirigé par Ennio Morricone. | Colonna sonora originale del film Il deserto dei Tartari. Orchestre dirigé par Ennio Morricone. | Colonna sonora originale del film Il deserto dei Tartari. Orchestre dirigé par Ennio Morricone. | Colonna sonora originale del film Il deserto dei Tartari. Orchestre dirigé par Ennio Morricone. | Colonna sonora originale del film Il deserto dei Tartari. Orchestre dirigé par Ennio Morricone. | Colonna sonora originale del film Il deserto dei Tartari. Orchestre dirigé par Ennio Morricone. | Colonna sonora originale del film Il deserto dei Tartari. Orchestre dirigé par Ennio Morricone. |
| No                                                                                              | Titre                                                                                           | Durée                                                                                           |                                                                                                 |                                                                                                 |                                                                                                 |                                                                                                 |                                                                                                 |                                                                                                 |                                                                                                 |
| ----------------------------------------------------------------------------------------------- | ----------------------------------------------------------------------------------------------- | ----------------------------------------------------------------------------------------------- | ----------------------------------------------------------------------------------------------- | ----------------------------------------------------------------------------------------------- | ----------------------------------------------------------------------------------------------- | ----------------------------------------------------------------------------------------------- | ----------------------------------------------------------------------------------------------- | ----------------------------------------------------------------------------------------------- | ----------------------------------------------------------------------------------------------- |
| A1.                                                                                             | Il deserto come estasi                                                                          | 4:10                                                                                            |                                                                                                 |                                                                                                 |                                                                                                 |                                                                                                 |                                                                                                 |                                                                                                 |                                                                                                 |
| A2.                                                                                             | Proposta                                                                                        | 1:40                                                                                            |                                                                                                 |                                                                                                 |                                                                                                 |                                                                                                 |                                                                                                 |                                                                                                 |                                                                                                 |
| A3.                                                                                             | Minaccia continua                                                                               | 2:50                                                                                            |                                                                                                 |                                                                                                 |                                                                                                 |                                                                                                 |                                                                                                 |                                                                                                 |                                                                                                 |
| A4.                                                                                             | Il deserto come minaccia                                                                        | 3:33                                                                                            |                                                                                                 |                                                                                                 |                                                                                                 |                                                                                                 |                                                                                                 |                                                                                                 |                                                                                                 |
| A5.                                                                                             | Un cavaliere all'orizzonte                                                                      | 1:05                                                                                            |                                                                                                 |                                                                                                 |                                                                                                 |                                                                                                 |                                                                                                 |                                                                                                 |                                                                                                 |
| A6.                                                                                             | La casa e la giovinezza (piano : Alberto Pomeranz)                                              | 3:20                                                                                            |                                                                                                 |                                                                                                 |                                                                                                 |                                                                                                 |                                                                                                 |                                                                                                 |                                                                                                 |
| A7.                                                                                             | Una fortezza su una frontiera morta                                                             | 3:07                                                                                            |                                                                                                 |                                                                                                 |                                                                                                 |                                                                                                 |                                                                                                 |                                                                                                 |                                                                                                 |
| A8.                                                                                             | Stillicidio                                                                                     | 4:10                                                                                            |                                                                                                 |                                                                                                 |                                                                                                 |                                                                                                 |                                                                                                 |                                                                                                 |                                                                                                 |
| B1.                                                                                             | Le stagioni, gli anni…                                                                          | 4:48                                                                                            |                                                                                                 |                                                                                                 |                                                                                                 |                                                                                                 |                                                                                                 |                                                                                                 |                                                                                                 |
| B2.                                                                                             | Il deserto come poesia della fine                                                               | 4:30                                                                                            |                                                                                                 |                                                                                                 |                                                                                                 |                                                                                                 |                                                                                                 |                                                                                                 |                                                                                                 |
| B3.                                                                                             | Il cavallo bianco dei Tartari                                                                   | 1:25                                                                                            |                                                                                                 |                                                                                                 |                                                                                                 |                                                                                                 |                                                                                                 |                                                                                                 |                                                                                                 |
| B4.                                                                                             | La cena degli ufficiali                                                                         | 3:45                                                                                            |                                                                                                 |                                                                                                 |                                                                                                 |                                                                                                 |                                                                                                 |                                                                                                 |                                                                                                 |
| B5.                                                                                             | Marcia nella tormenta                                                                           | 2:36                                                                                            |                                                                                                 |                                                                                                 |                                                                                                 |                                                                                                 |                                                                                                 |                                                                                                 |                                                                                                 |
| B6.                                                                                             | La vestizione e l'addio                                                                         | 7:09                                                                                            |                                                                                                 |                                                                                                 |                                                                                                 |                                                                                                 |                                                                                                 |                                                                                                 |                                                                                                 |
| 48:08                                                                                           |                                                                                                 |                                                                                                 |                                                                                                 |                                                                                                 |                                                                                                 |                                                                                                 |                                                                                                 |                                                                                                 |                                                                                                 |

## Distinctions

### Récompenses
- Grand prix du cinéma français 1976
- Globo d'oro 1977 :
  - Globe d'or du meilleur réalisateur pour Valerio Zurlini
- David di Donatello 1977 : 
  - Meilleur film
  - Meilleur réalisateur Valerio Zurlini
  - David spécial du meilleur acteur pour Giuliano Gemma
- Prix du Syndicat national des journalistes cinématographiques italiens 1977 : Ruban d'argent de la meilleure réalisation pour Valerio Zurlini

### Nomination
- Prix du Syndicat national des journalistes cinématographiques italiens 1977 : Ruban d'argent du meilleur acteur dans un second rôle pour Giuliano Gemma